# ماكنزي أرنولد
ماكنزي أرنولد (بالإنجليزية: Mackenzie Arnold)‏ (25 فبراير 1994 في أستراليا - ) هي لاعبة كرة قدم أسترالية في مركز حراسة المرمى، شاركت في الألعاب الأولمبية الصيفية 2016. وشاركت مع منتخب أستراليا الوطني لكرة القدم للسيدات تحت 20 سنة ‏ ومنتخب أستراليا لكرة القدم للسيدات. أما مع النوادي، فقد لعبت مع كانبيرا يونايتد ونادي برث غلوري ونادي وسترن سيدني واندررز وبرث غلوري إف سي ووسترن سيدني واندررز.

## وصلات خارجية
- ماكنزي أرنولد على موقع الاتحاد الدولي (مؤرشف)  (الإنجليزية)
- ماكنزي أرنولد على موقع الاتحاد الأوربي (الإنجليزية)
- ماكنزي أرنولد على موقع قاعدة بيانات كرة القدم.إي يو (الإنجليزية)
- ماكنزي أرنولد على موقع Soccerway.com (الإنجليزية)
- ماكنزي أرنولد على موقع عالم كرة القدم.نت (الإنجليزية)
- ماكنزي أرنولد على موقع اللجنة الأولمبية الدولية (الإنجليزية)
- ماكنزي أرنولد على موقع أوليمبيديا (الإنجليزية)
- ماكنزي أرنولد على موقع اللجنة الأولمبية الأسترالية (الإنجليزية)